# Ludrová
Ludrová je obec na Slovensku v okrese Ružomberok. V roce 2017 zde žilo 1 012 obyvatel. První písemná zmínka o obci pochází z roku 1376.

## Dějiny
První přímá písemná zmínka o obci pochází z 9. července 1376, kdy král Ludvík I. Veliký nařídil platit obyvatelům obcí ležících v katastru města Ružomberok místní daň. První nepřímá zmínka však pochází z roku1340 z listiny uherského krále Karla Roberta z Anjou, ve které udělil Ružomberku městské výsady a ohraničil jeho katastr potokem Ludrovčankou. Zmíněný potok byl i hranicí mezi rozdělenou obcí. Na pravém břehu se nacházela obec Zemianska Ludrová, která patřila zemanskému rodu Tholtů, ze kterého pocházel i zakladatel obce Rudlinus z Ludrové a Štiavnice. Na levém břehu se nacházela Villa Ludrová, která byla součástí Ružomberku jako jedna z jeho částí (spolu s Bílým Potokem, Vlkolíncem a Černovou). Ke sjednocení Zemianské Ludrové a Villy Ludrové došlo v srpnu roku 1953.

## Poloha a charakteristika
Obec Ludrová se nachází v ústí Ludrovské doliny přibližně 4 km východně od Ružomberku. Je situována ve směru sever – jih. Obec je obklopena menšími masivy Páncové a Čerienu, které tvoří podhůří Nízkých Tater.
Sousedí s obcemi Štiavnička, Liptovská Štiavnica a přímo s Ružomberkem (Bílým potokem). Obec je obklopena mnohými poli a políčky, které se zařezávají do okolního terénu.

## Symboly obce
Návrh současného znaku obce respektuje skutečnost, že vznikla spojením dvou odlišně se vyvíjejících celků.
Znak tvoří v červeném poli po zelené pažitu doleva kráčející stříbrná husa se zlatým zobákem a nohama. Nad ní se vznáší stříbrná heraldická růže se zelenými lístky a zlatým semeníkem zprava vodorovně prostřelená zlatým šípem.
Husu v kombinaci s heraldickou růží nepoužívá žádná jiná obec na Slovensku.

## Památky
V katastrálním území obce, v lokalitě Kout, se nachází opevněný gotický kostel Všech svatých z 13. století se vzácnými freskami z 15. století. Je součástí Liptovského muzea v Ružomberku.

## Osobnosti
- Ladislav Dutka – slovenský pedagog a fyzik